# Přišimasy
Přišimasy är en ort i Tjeckien.   Den ligger i regionen Mellersta Böhmen, i den centrala delen av landet, 25 km öster om huvudstaden Prag. Přišimasy ligger 334 meter över havet och antalet invånare är 500.
Terrängen runt Přišimasy är lite kuperad, och sluttar norrut. Runt Přišimasy är det ganska tätbefolkat, med 239 invånare per kvadratkilometer. Närmaste större samhälle är Černý Most, 14,5 km väster om Přišimasy. Trakten runt Přišimasy består till största delen av jordbruksmark.